# Bénifontaine
Bénifontaine ist eine französische Gemeinde mit 337 Einwohnern (Stand: 1. Januar 2022) im Département Pas-de-Calais in der Region Hauts-de-France. Sie gehört zum Arrondissement Lens und ist Teil des Kanton Wingles.

## Geografie
Die Gemeinde Bénifontaine liegt im Nordfranzösischen Kohlerevier, etwa sechs Kilometer nördlich von Lens. Umgeben wird Bénifontaine von den Nachbargemeinden Hulluch im Nordwesten und Norden, Wingles im Nordosten, Vendin-le-Vieil im Südosten und Süden sowie Loos-en-Gohelle im Südwesten und Westen. Durch den Osten der Gemeinde führt die autobahnartig ausgebaute RN 47. Im Süden hat Bénifontaine einen Anteil am Flugplatz Lens-Bénifontaine.

## Bevölkerungsentwicklung
| Jahr                       | 1962 | 1968 | 1975 | 1982 | 1990 | 1999 | 2011 | 2022 |
| -------------------------- | ---- | ---- | ---- | ---- | ---- | ---- | ---- | ---- |
| Einwohner                  | 258  | 275  | 289  | 295  | 303  | 275  | 355  | 337  |
| Quellen: Cassini und INSEE |      |      |      |      |      |      |      |      |

## Sehenswürdigkeiten
- Kapelle Saint-Druon
- Alte Zeche Nr. 13 der Kohleminen von Lens
- Brauerei Castelain (insbesondere das Ch’ti-Bier wird hier gebraut)

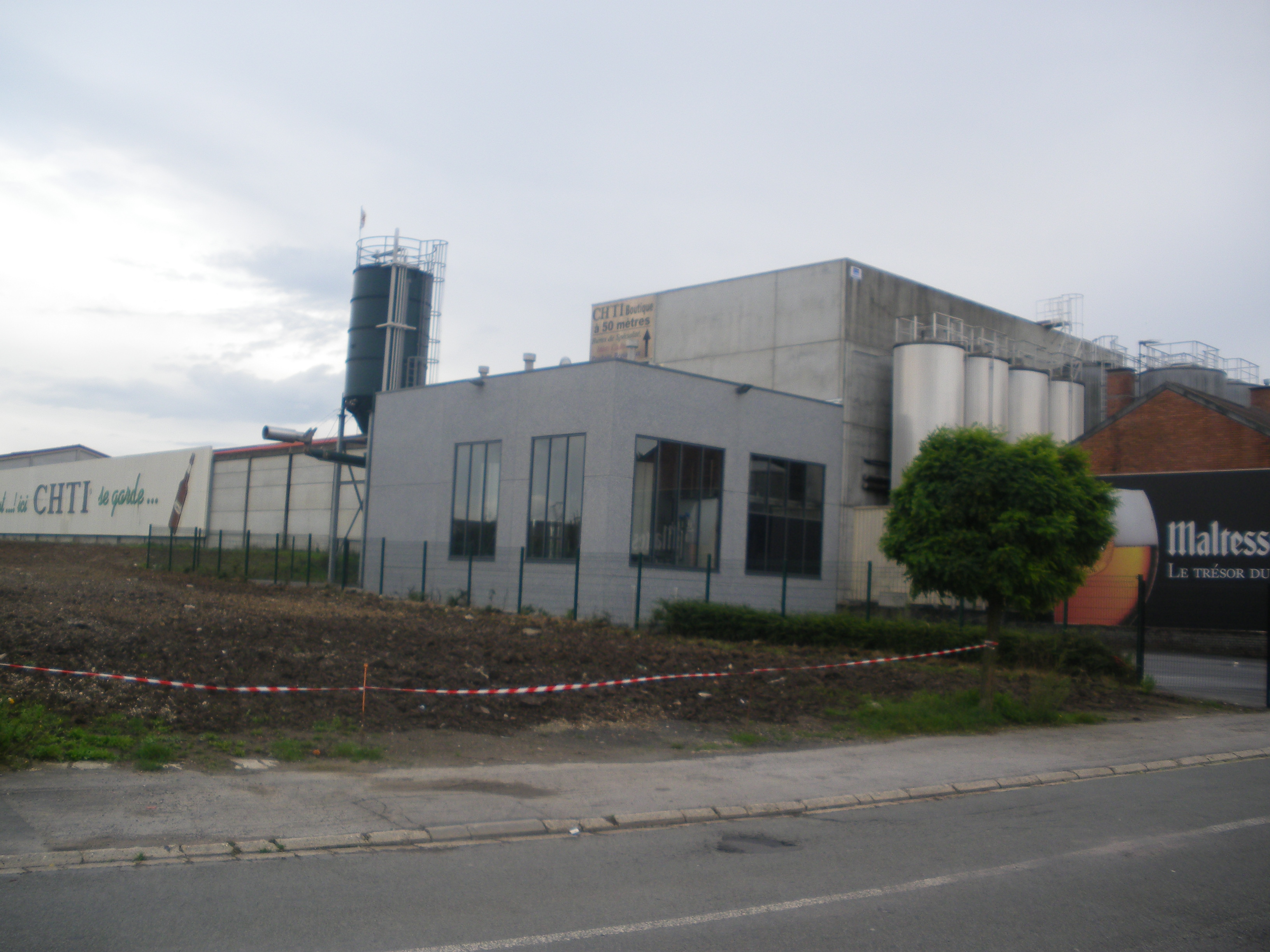
Brauerei Castelain
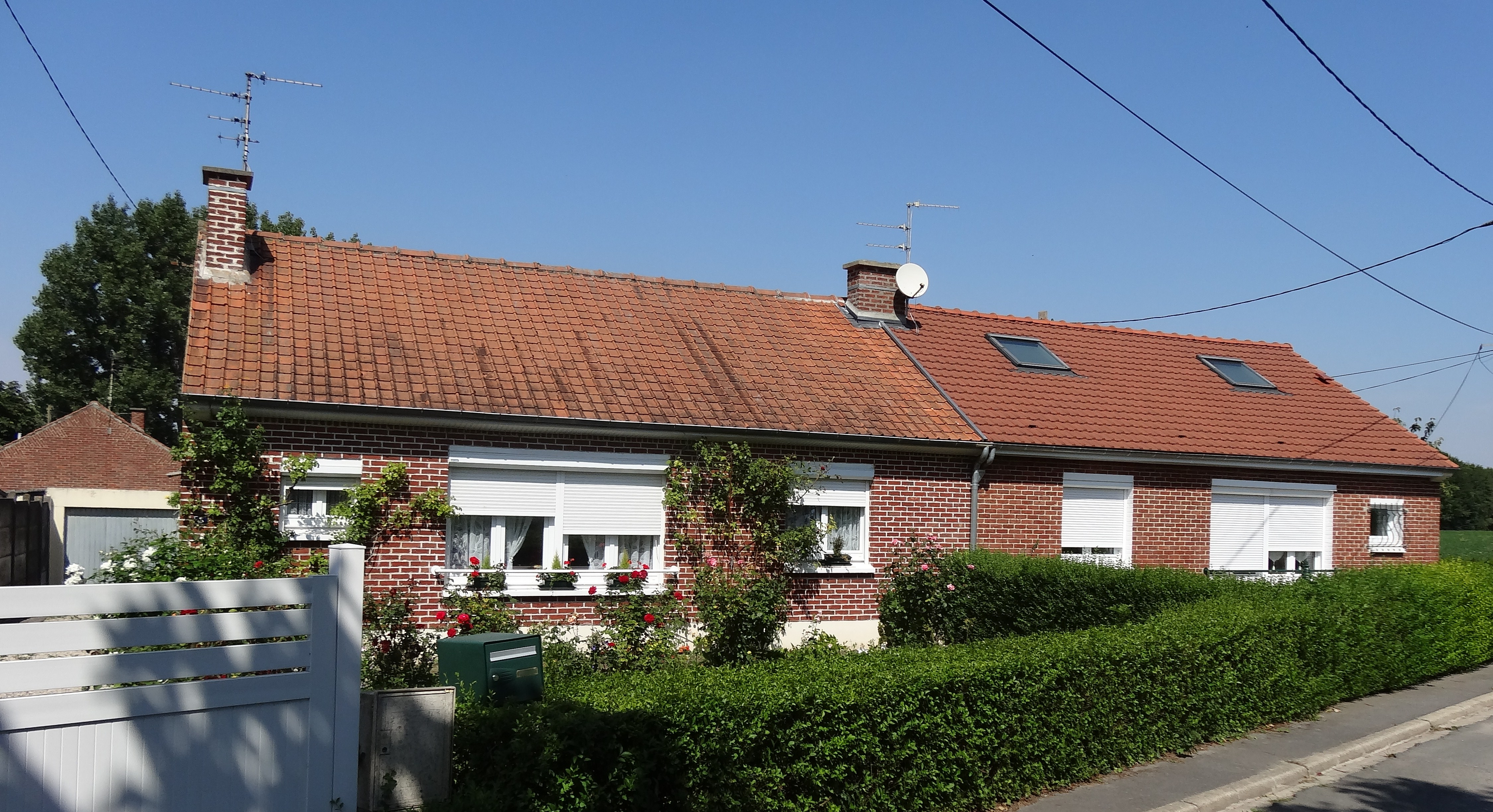
Haus in der Bergarbeitersiedlung Cité de la Fosse Nr. 13
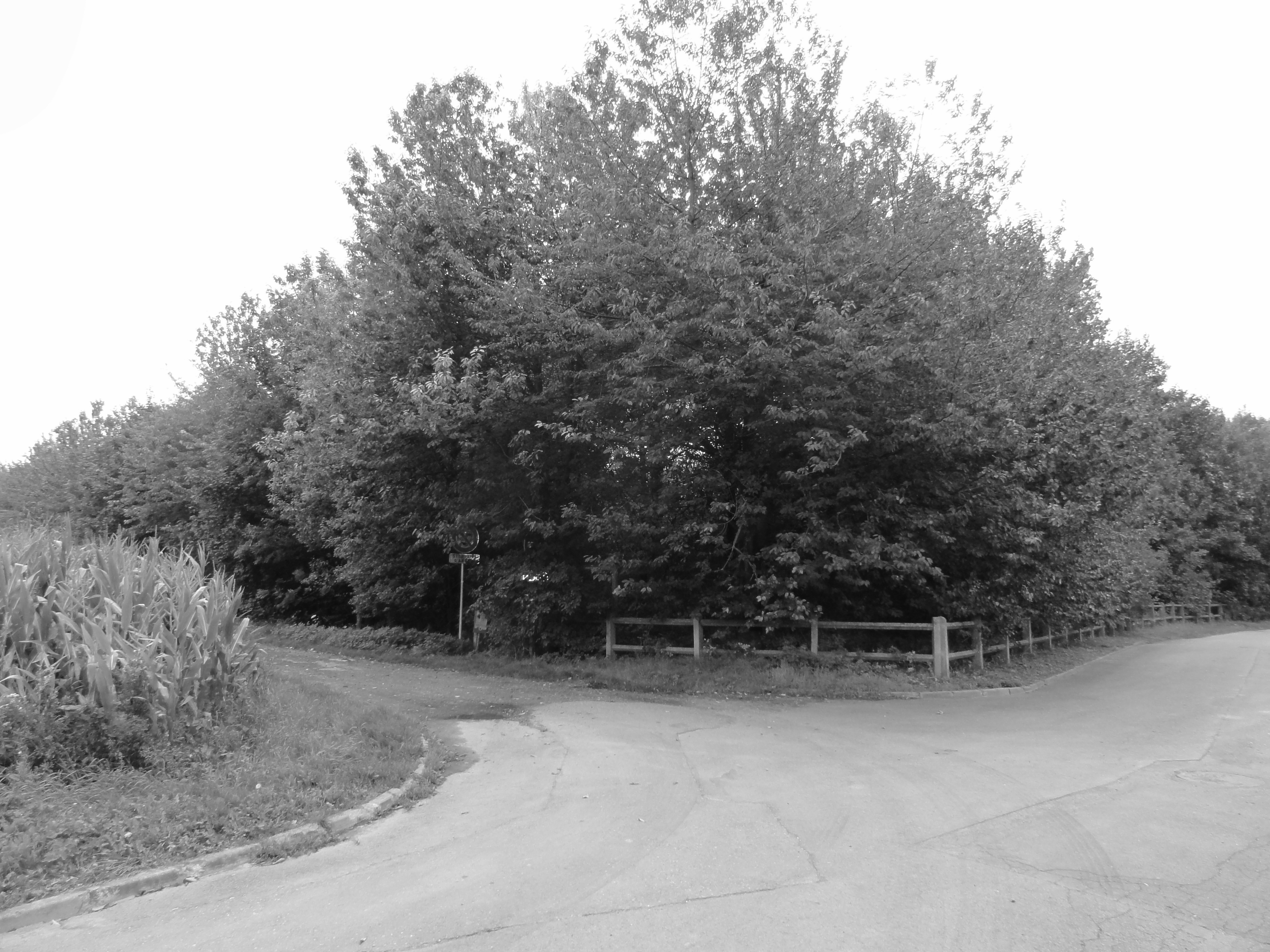
Überwachsene Abraumhalde in Bénifontaine
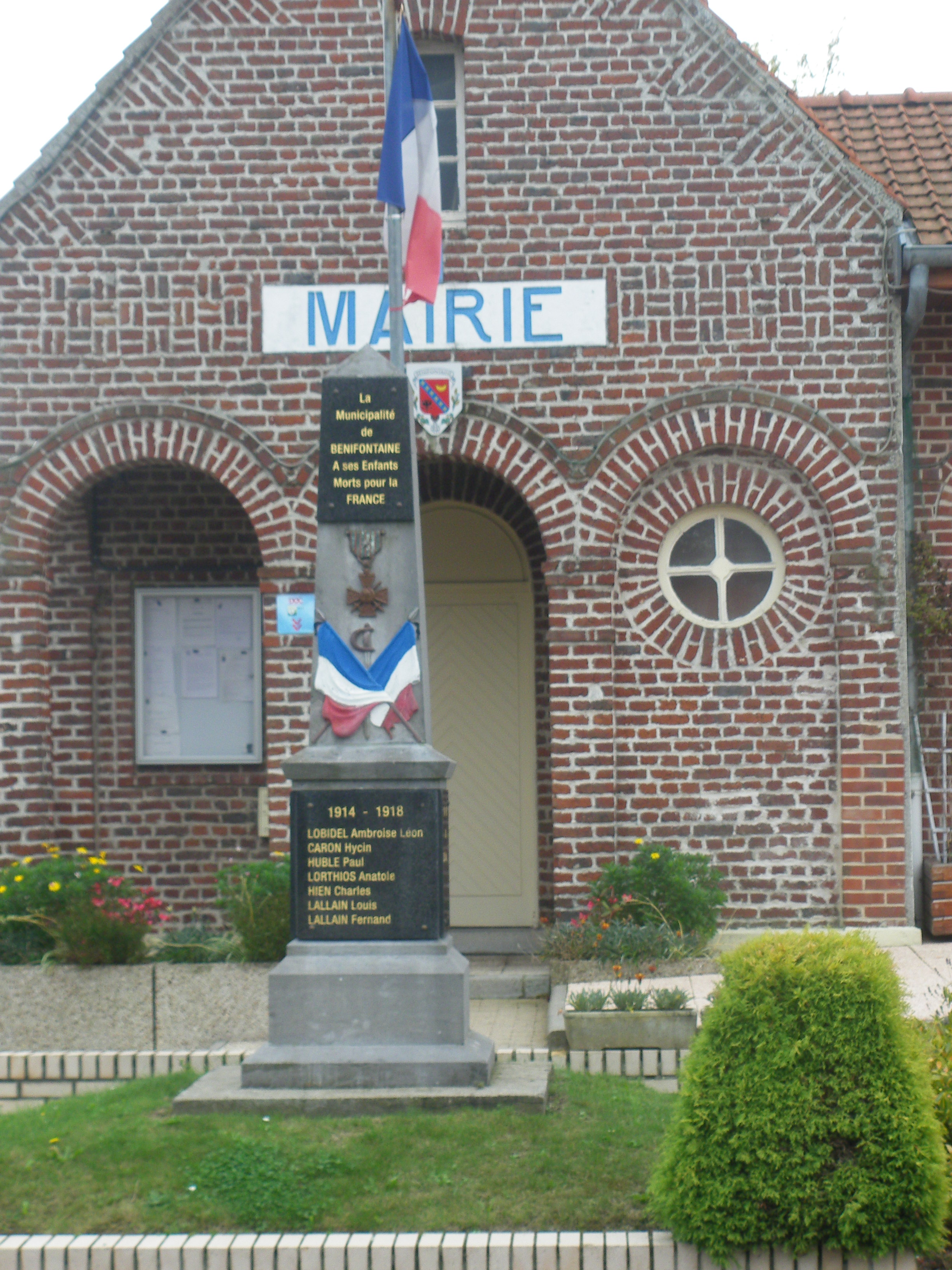
Gefallenendenkmal